# Parijs-Tours 1987
De 81ste editie van Parijs-Tours, ook wel de Grote Herfstprijs 1987, werd verreden op zondag 11 oktober 1987. De wielerwedstrijd had een lengte van 256 kilometer, startte in Créteil en eindigde in Chaville. Zowel de start als de eindstreep lagen in het Franse departement Île-de-France.
De Nederlander Adrie van der Poel won de sprint van vier anderen.
Deze wedstrijd was de een na laatste manche van de Super Prestige Pernod.

## Uitslag
| Plaats  | Naam               | Ploeg                  | Tijd     |
| ------- | ------------------ | ---------------------- | -------- |
| Winnaar | Adrie van der Poel | PDM–Ultima–Concorde    | 6u35'46" |
| 2       | Teun van Vliet     | Panasonic–Isostar      | z.t.     |
| 3       | Maurizio Fondriest | Ecoflam                | z.t.     |
| 4       | Charly Mottet      | Système U              | z.t.     |
| 5       | Bruno Leali        | Carrera Jeans-Vagabond | z.t.     |
| 6       | Eric Vanderaerden  | Panasonic–Isostar      | + 0'41"  |
| 7       | Moreno Argentin    | Gewiss-Bianchi         | z.t.     |
| 8       | Claudio Chiappucci | Carrera Jeans-Vagabond | z.t.     |
| 9       | Gilbert Glaus      | Vétements Z–Peugeot    | z.t.     |
| 10      | Camillo Passera    | Ecoflam                | z.t.     |

1896 · 
1897 · 
1898 · 
1899 · 
1900 · 
1901 · 
1902 · 
1903 · 
1904 · 
1905 · 
1906 · 
1907 · 
1908 · 
1909 · 
1910 · 
1911 · 
1912 · 
1913 · 
1914 · 
1915 · 
1916 · 
1917 · 
1918 · 
1919 · 
1920 · 
1921 · 
1922 · 
1923 · 
1924 · 
1925 · 
1926 · 
1927 · 
1928 · 
1929 · 
1930 · 
1931 · 
1932 · 
1933 · 
1934 · 
1935 · 
1936 · 
1937 · 
1938 · 
1939 · 
1940 · 
1941 · 
1942 · 
1943 · 
1944 · 
1945 · 
1946 · 
1947 · 
1948 · 
1949 · 
1950 · 
1951 · 
1952 · 
1953 · 
1954 · 
1955 · 
1956 · 
1957 · 
1958 · 
1959 · 
1960 · 
1961 · 
1962 · 
1963 · 
1964 · 
1965 · 
1966 · 
1967 · 
1968 · 
1969 · 
1970 · 
1971 · 
1972 · 
1973 · 
1974 · 
1975 · 
1976 · 
1977 · 
1978 · 
1979 · 
1980 · 
1981 · 
1982 · 
1983 · 
1984 · 
1985 · 
1986 · 
1987 · 
1988 · 
1989 · 
1990 · 
1991 · 
1992 · 
1993 · 
1994 · 
1995 · 
1996 · 
1997 · 
1998 · 
1999 · 
2000 · 
2001 · 
2002 · 
2003 · 
2004 · 
2005 · 
2006 · 
2007 · 
2008 · 
2009 · 
2010 · 
2011 · 
2012 · 
2013 · 
2014 · 
2015 · 
2016 · 
2017 · 
2018 · 
2019 ·
2020 ·
2021 ·
2022 ·
2023 ·
2024 ·
2025